# José Sanchéz
José Sanchéz, um cantor cubano do século XIX, foi o criador do Bolero (um ritmo que mescla raízes espanholas com influências locais de varios países hispano-americanos). "Tristezas" é considerado o primeiro Bolero. Escrito em 1885 pr Jose Pepe Sanchez, "Tristezas" ainda é tocado hoje em dia. Sanchez nunca teve formação musical e a única razão pela qual os seus boleros são lembrados é por parentes e amigos que na altura foram escrevendo as canções que o ouviam tocar. 